# Герб Олександрії (Рівненський район)
Герб Олександрії — офіційний символ села Олександрія, Рівненського району Рівненської області, затверджений 15 травня 1998 р. рішенням сесії Олександрійської сільської ради. 
Автори — А. Гречило та Ю. Терлецький.

## Опис герба
У синьому полі золотий сигль «О», над ним — золота княжа корона із червоним підкладом.

## Значення символів
Нові символи розкривають назву села та розповідають про історію його виникнення, підкреслюючи роль князів Острозьких.
Щит увінчано червоною міською короною, що вказує на село, яке давніше було містечком.